# Вила Олге Мос
Вила Олге Мос се налази у Београду, на територији градске општине Савски венац. Подигнута је 1938. године и представља непокретно културно добро као споменик културе.
Вила је подигнута на Топчидерском брду, по пројекту архитекте Светомира Лазића. Састоји од приземља где се налазио репрезентативни пријемни простор, дневни боравак и радни кабинет и спрата. Један од главних елемената просторне организације је централни хол који запрема спратне висине приземља и спрата и обезбеђује физичку комуникацију међу етажама. Посебно је атрактивно обликован простор радног кабинета, што је постигнуто испустом, који се наметнуо и као најатрактивнији визуелни елемент уличног фасадног фронта.
Добро промишљено осветљење простора постигнуто је хоризонталним прозорским тракама и великим стакленим платнима постављеним у металне рамове, што су карактеристични обликовни мотиви модерне архитектуре. У обликовању су прихваћена начела модернизма који је у ширем европском контексту доминирао у четвртој деценији 20. века, када је покрет добио пуну афирмацију као најпрогресивнији покрет новог времена.